# Памятник Ленину (Саранск)
Па́мятник Ле́нину В. И. в Саранске — памятник российскому и советскому политическому и государственному деятелю, революционеру, одному из организаторов и руководителей Октябрьской революции 1917 года Владимиру Ильичу Ленину. Является одной из достопримечательностей города Саранска. Памятник авторства скульптора Николая Томского и архитектора Алексея Душкина был открыт 6 ноября 1960 году на центральной Советской площади города.

## История
Памятник открыт 6 ноября 1960 года на центральной Советской площади, в сквере перед зданием Дома Советов Мордовской АССР.
В 2010 году был впервые был отреставрирован, так как за полвека монумент и прилегающая к нему территория, облагороженная гранитом, ни разу не подвергались ремонту за исключением косметической промазки швов. За 50 лет существования сооружения произошло частичное разрушение бетонного основания, разошлись и сместились швы гранитной облицовки. На 2022 год запланирована новая реставрация памятника в виду ненадлежащего состояния постамента.

## Описание
Памятник выполнен в виде бронзовой фигуры Ленина, водружённой на постамент из темно-красного полированного гранита. У памятника разбит живописный сквер, поддерживаются цветники, растут высокие ели, посаженные при установке монумент. В 2020-2021 годах ели были спилены, на их месте высажены молодые деревья.